# Scilla (Itàlia)
Scilla és una ciutat italiana situada a la Ciutat metropolitana de Reggio de Calàbria, a Calàbria.
És una important localitat turística situada a la costa, que deu el seu nom a la mitologia grega. Escil·la era una jove que va ser transformada, mitjançant un encís, en un criatura marina de sis caps condemnada a guardar l'estret de Messina

## Història

### Època romana
En el s.III aC, durant les guerres lliurades pels romans contra Tàrent i el seu aliat el rei Pirros de l'Epir, i en particular durant la primera i la segona Guerra Púnica, els cartaginesos, que havien format una aliança amb els Brucis i circulaven lliurement al llarg de les costes de Reggio Calabria, eren detinguts en el seu ascens gràcies a la feroç resistència de la ciutat fortificada de Scilla, aliada de Roma .
La importància de la llatina Scilla va començar a declinar després de la conquesta romana de les terres de Sicília quan, després de Reggio i Siracusa, Messina va jugar el paper de nou punt de referència per al control de l'estret.
No obstant això Scilla, situada a la part septentrional del canal, seguia sent un important lloc per accedir al continent des de Sicília; tant és així que l'any 73 abans de Crist, durant la guerra lliurada pels romans contra els esclaus, la ciutat sembla que va ser elegida per Espàrtac, líder dels rebels, per a establir-hi el seu campament a l'espera de creuar l'Estret.
A tal fi varen construir barques amb fusta de castanyer extreta de boscos de Scilla, però no ho varen aconseguir a causa de la presència de vaixells pompeians.
Posteriorment, el braç de mar de davant de la ciutat va ser l'escenari de l'enfrontament entre Pompeu i el triumvirat. El port d'Scilla va oferir refugi adequat als vaixells de la flota de Juli Cèsar pressionat per Pompeu. August, en un intent de posposar l'enfrontament final a un moment més propici per a ell, es va apoderar de l'important port estratègic de Scilla i, un cop alliberat definitivament dels rivals, va decretar l'enfortiment del seu port

### Època Cristiana
Després de Juli Cèsar no sembla haver-hi hagut modificacions en la fortificació de Scilla, mantenint però l'important paper de centre marítim local.
L'estat d'abandó en què sembla estar la fortalesa de Scilla en l'època romana tardana és degut, probablement, a trobar-se fora de les rutes terrestres recorregudes pels bàrbars durant les seves invasions al sud de la península. De fet aquests feien servir les vies romanes que continuaven viables en aquell moment, però Scilla no estava connectada amb la Via Popilia, única via consular existent al llarg de la costa del Tirrè, per la qual cosa va romandre aliena als fets essencials de l'època.

### Època romana d'Orient
Els historiadors atribueixen als monjos basilians la construcció dels monestirs i de l'església de Sant Pancraç, entre els segles viii i ix, fortificat per voluntat de la mateixa Constantinoble, que havia confiat als monjos la tasca de defensar l'estret de Messina.

### Època Moderna i Contemporània
El terratrèmol de 1783 representa una fita important en la història de Scilla, tant pel que fa al gran cop que va suposar per a la població, com perquè va significar el final del seu desenvolupament econòmic.

## Llocs d'interès

### Castell Ruffo de Sicília

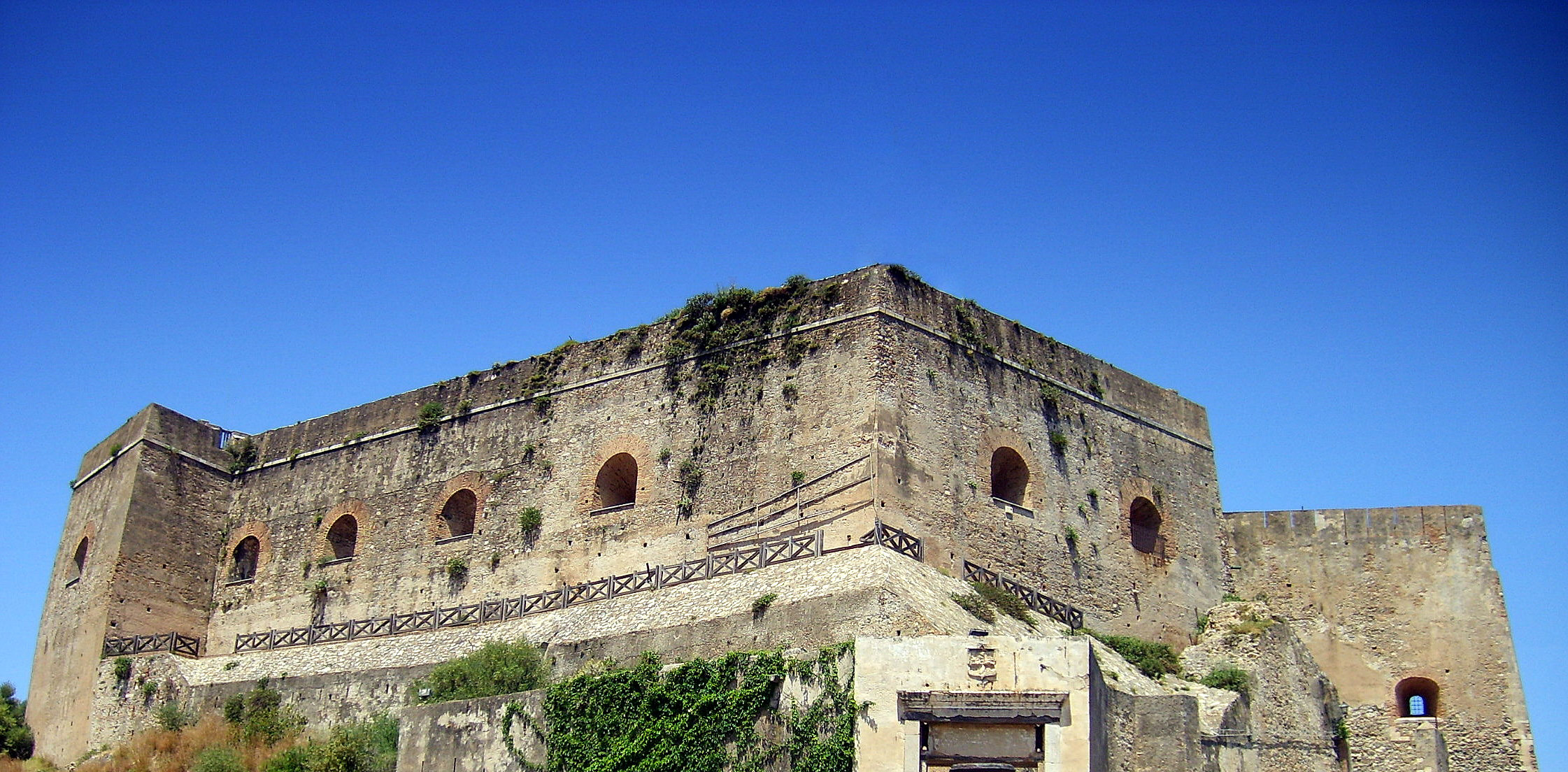
Castell Ruffo

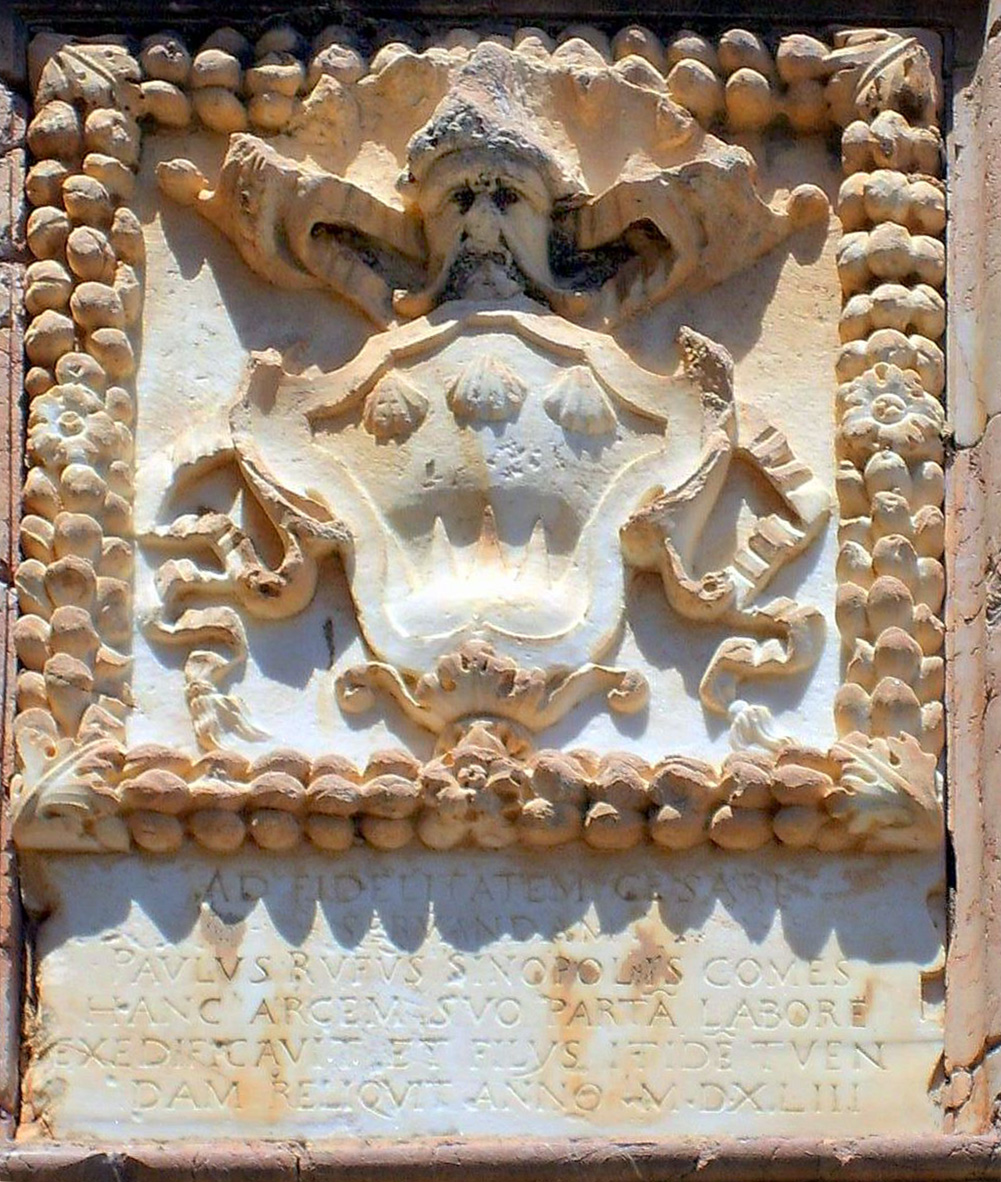
Escut de la família Ruffo

La primera fortificació de la penya de Scilla remunta a principis del segle v aC quan, durant la tirania d'Anaxilaos, la ciutat de Reggio va adquirir una considerable importància. Aquesta fortificació va ser efectiva en la lluita contra la pirateria i es va convertir en un important lloc d'avançada per al control de les rutes marítimes per part d'Anaxilaos.
En el segle iii aC, la fortificació dels reggios, aliats dels romans, va resistir eficaçment als cartaginesos, aliats dels Brucis.
Posteriorment August, que es va refugiar a Scilla en la seva lluita amb Pompeu, va ser conscient de la importància estratègica de la roca de Scilla i va fer augmentar-ne la fortificació.
Les excavacions han tret a la llum les parets del monestir basilià de Sant Pancraç, construït en la segona meitat del segle IX com una defensa contra les incursions sarraïnes.
En 1533 el castell va ser comprat per Paolo Ruffo, que va decidir restaurar-ne el palau senyorial el 1578, quan a Fabrizio Ruffo, fill de Paolo Ruffo, se li va concedir el títol de príncep de Sicília.
Pel que fa a la seva arquitectura, es troba al promontori que divideix les platges de Marina Grande i Chianalea. L'edifici té una planta irregular, amb parts que daten de diferents èpoques, però encara manté la configuració general d'una fortalesa, amb cortines, torres i espitlleres.
L'entrada està precedida pel pont que condueix a l'edifici. Es caracteritza pel portal principal construït en pedra amb un arc ogival, on es destaca l'escut d'armes de la família Ruffo i la placa de la celebració de la restauració del castell feta al segle xvi.
Passada l'entrada hi ha un pati, i des d'aquest, per una gran escala, s'arriba a l'entrada de la residència, que té grans sales com a conseqüència d'haver estat propietat d'una de les famílies més riques i importants del regne de Nàpols.
Donada la posició dominant del castell sobre l'estret de Messina, el 1913 es va construir un far per proporcionar una referència als vaixells que creuen l'estret. És una petita torre blanca amb base negra i encara està actiu i gestionat per la Marina.

### Església de Sant Roc (Chiesa di San Rocco)

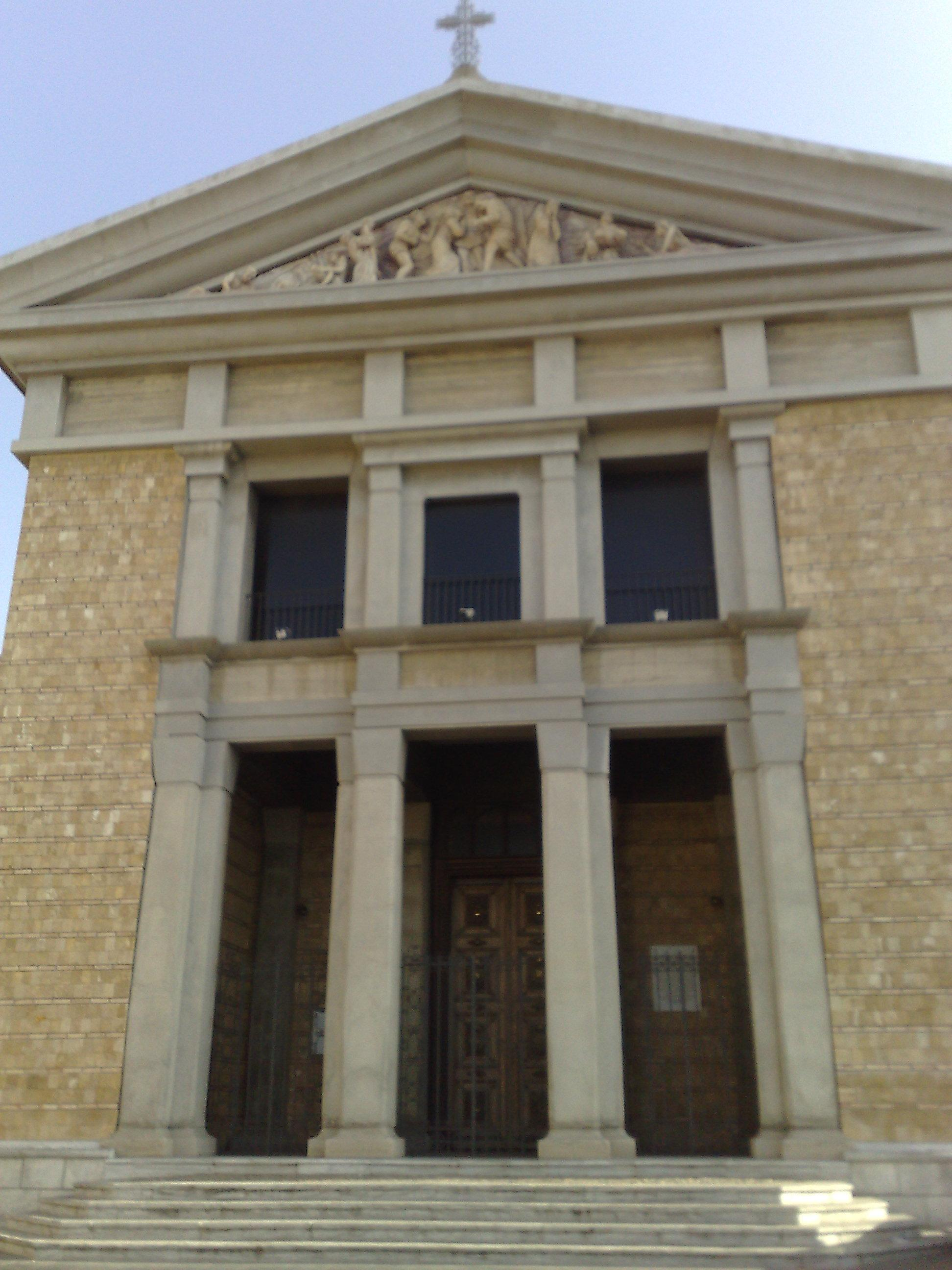
Església de Sant Roc

Està dedicada a Sant Roc per haver alleujat els seus sofriments a causa de la pesta negra.
No hi ha notícies sobre la data de la construcció de l'església original, però una església de San Rocco s'esmenta en un document de 1599. Va ser destruïda pel terratrèmol de 1783, reconstruïda i immediatament malmesa a causa del terrible terratrèmol de 1908. L'edifici actual és posterior a aquest darrer terratrèmol.
La seva façana amb timpà va ser reconstruïda el 1989, i hi destaquen una sèrie de columnes sobre bases quadrades coronades per tres finestres. És d'una sola nau amb capelles laterals. A l'altar es pot veure l'estàtua de marbre de Sant Roc en marbre policromat (segle xvi). L'absis semicircular, d'un color groc ocre, està decorat amb dissenys geomètrics de forma octogonal.

### Marina Grande

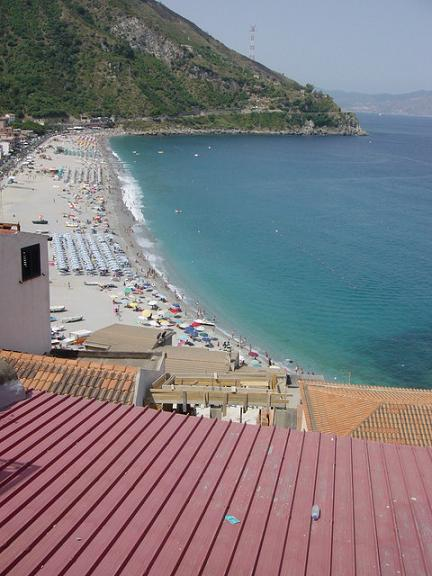
Platja de Marina Grande

És un barri de Scilla, en el qual es pot destacar una platja d'un quilòmetre envoltada pel passeig marítim. Des d'aquest passeig es pot albirar el panorama de l'estret de Messina i del Castell Ruffo.

### Chianalea

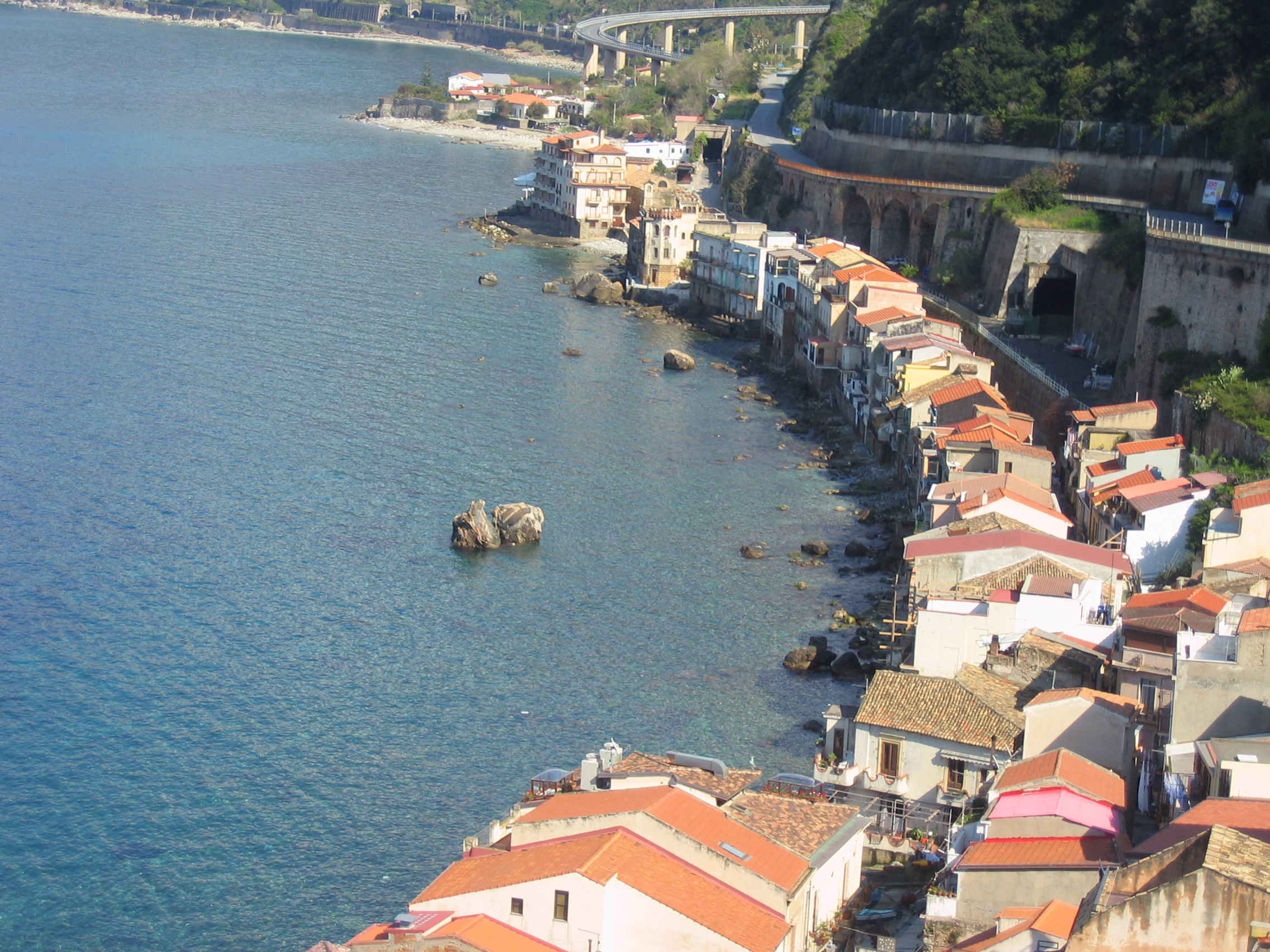
Chianalea, poble de pescadors

És un barri de Scilla, habitat principalment per pescadors. Les cases estan devora la mar i la travessa un únic camí, només transitable a peu.
Ofereix només uns metres de platja, ja que quasi tota la seva zona costanera està formada per penya-segats i roques que dificulten l'accés a la mar.